# مجمع الفقه الإسلامي بالهند
مجمع الفقه الإسلامي بالهند (IFA) مؤسسة فقهية مقرها نيودلهي تأسس عام 1989 م. وظل القاضي مجاهد الإسلام القاسمي مؤسسه ورئيسه حتى وفاته. المجمع منظمة غير حكومية مسجلة، ومنذ ذلك الحين يعمل كمنظمة ذات توجه بحثي.

## أهداف المجمع
يهدف مجمع الفقه الإسلامي بالهند إلى تحقيق ما يلي:
1- التوصل إلى حلول للمشكلات الناجمة عن التغيرات الاقتصادية والاجتماعية والسياسية والصناعية، والتطورات الحديثة، وفق الأطر الإسلامية اهتداء بالكتاب والسنة وآراء الصحابة وأقوال علماء السلف.
2- البحث عن الحلول لمستجدات العصر الحديث ولما دعت تغيرات الظروف إلى استيناف البحث والدراسة فيه من القضايا القديمة في ضوء أصول الفقه الإسلامي عن طريق التحقيق الاجتماعي.
3- إجراء الدراسة لمصادر الفقه الإسلامي وقواعده وكلياته والنظريات الفقهية شرحاً وتأويلاً وتطبيقاً في العصر الراهن.
4- عرض الفقه الإسلامي وشرحه في أسلوب حديث ومعاصر.
5- دراسة وتحقيق الموضوعات الفقهية في ضوء المقتضيات العصرية.
6- الحصول على فتاوى وآراء العلماء المحققين المعاصرين والمؤسسات الدينية الموثوق بها في القضايا المستجدة ثم نشرها في أوساط جماهير المسلمين.
7- إيجاد الصلات مع جميع المؤسسات الفقهية والبحثية الأخرى داخل الهند وخارجها، وتبادل المعلومات عن الإنجازات العلمية، واختيار الفتاوى الصادرة من العلماء والمؤسسات الموثوق بها، المطبوعة منها وغير المطبوعة التي هي بمثابة تراث فقهي وعلمي مهم، وتهذيبها وعرضها في أسلوب عصري، حفاظاً على التراث وتعميماً وتوصيلاً للفائدة إلى الأجيال القادمة.
8- اطلاع الناس على المشكلات الناجمة في مجالات الاقتصاد والاجتماع والطب وأعراف البلدان المختلفة والبيئة والطبيعة السكانية في الهند وخارجها، وإطلاعهم على نتائج الدراسات والتحقيقات التي تتم حولها.
9- استعراض الأحكام الصادرة عن محاكم داخل الهند وخارجها حول شرح وتطبيق القوانين الإسلامية ونشر نتائجها.
10- استعراض ما يثار من الشبهات ويورَد من الإشكالات حول قوانين الإسلام من قبل المستشرقين والآخرين، وتقديم الرؤى الصحيحة عنها.
11- إعداد الكتب حول الأسئلة الجديدة والتحديات المواجهة للإسلام في أسلوب يوافق العصر.
12- تشجيع العلماء الشبان المتفوقين وإعدادهم ليكونوا باحثين محققين، والاتصال بالعلماء ليساهموا في إعدادهم عن طريق ربطهم بمركز بحث موحَّد.
13- إعداد الفهارس في شتى الموضوعات الفقهية.
14- بذل الاهتمام اللازم بتزويد المتفوقين من خرِّيجي المعاهد الدينية بمبادئ ضرورية للعلوم العصرية، وكذلك بتثقيف أذكياء متخرجي الجامعات العصرية بمبادئ العلوم الفقهية والدينية، وكل هذا يهدف إلى تكوين الشخصيات العلمية المتخصصة في العلوم الشرعية والواعية بمقتضيات العصر.
15- وتحقيقاً للأهداف المذكورة يهتم المجمع بعقد المؤتمرات والندوات، وتشكيل لجان الدراسة، وإنشاء المؤسسات العلمية والبحثية، واستخدام كل ما يحقق الأهداف حسب الإمكانيات المتوفرة.